# Согом (река)
Согом — река в Ханты-Мансийском районе Ханты-Мансийского автономного округа России. Устье реки находится в 71 км по левому берегу реки Иртыш. Вытекает из озера Домашний Сор (Согом). Длина реки составляет 169 км, площадь водосборного бассейна 3770 км².

## Притоки
(км от устья)
- 19 км: река Эргинская (лв)
- 73 км: река Щучья (пр)
- 76 км: река Янгуловская (лв)
- Люктютёга (лв)
- 95 км: река Илиёган (лв)
- 112 км: река без названия (пр)
- 119 км: река Сой (лв)
- 162 км: река Ершова Речка (лв)

## Данные водного реестра
По данным государственного водного реестра России относится к Иртышскому бассейновому округу, водохозяйственный участок реки — Иртыш от впадения реки Тобол до города Ханты-Мансийск (выше), без реки Конда, речной подбассейн реки — бассейны притоков Иртыша от Тобола до Оби. Речной бассейн реки — Иртыш.
Код объекта в государственном водном реестре — 14010700112115300018116.